# فالسيربيرخ

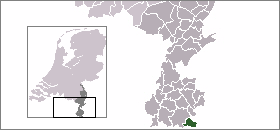
موقع تل فالسيربيرخ في هولندا

تل فالسيربيرخ Vaalserberg هو تل بارتفاع 322.7 متر (1.059 قدم) (بمقياس الجيوديسي الأمستردامي NAP) وهو أعلى نقطة في هولندا. يقع هذا التل في إقليم ليمبورخ في أقصى الجنوب الشرقي من البلاد ببلدية فالز على بعد ثلاثة كيلومترات من آخن.
وقبل 10 أكتوبر 2010م كان تل فالسيربيرخ هو أعلى نقطة في هولندا حتى تم حل جزر الأنتيل الهولندية حيث أصبح جبل سينيري بجزيرة سابا هو أعلى نقطة في المملكة الهولندية.

## نقطة الثلاث دول

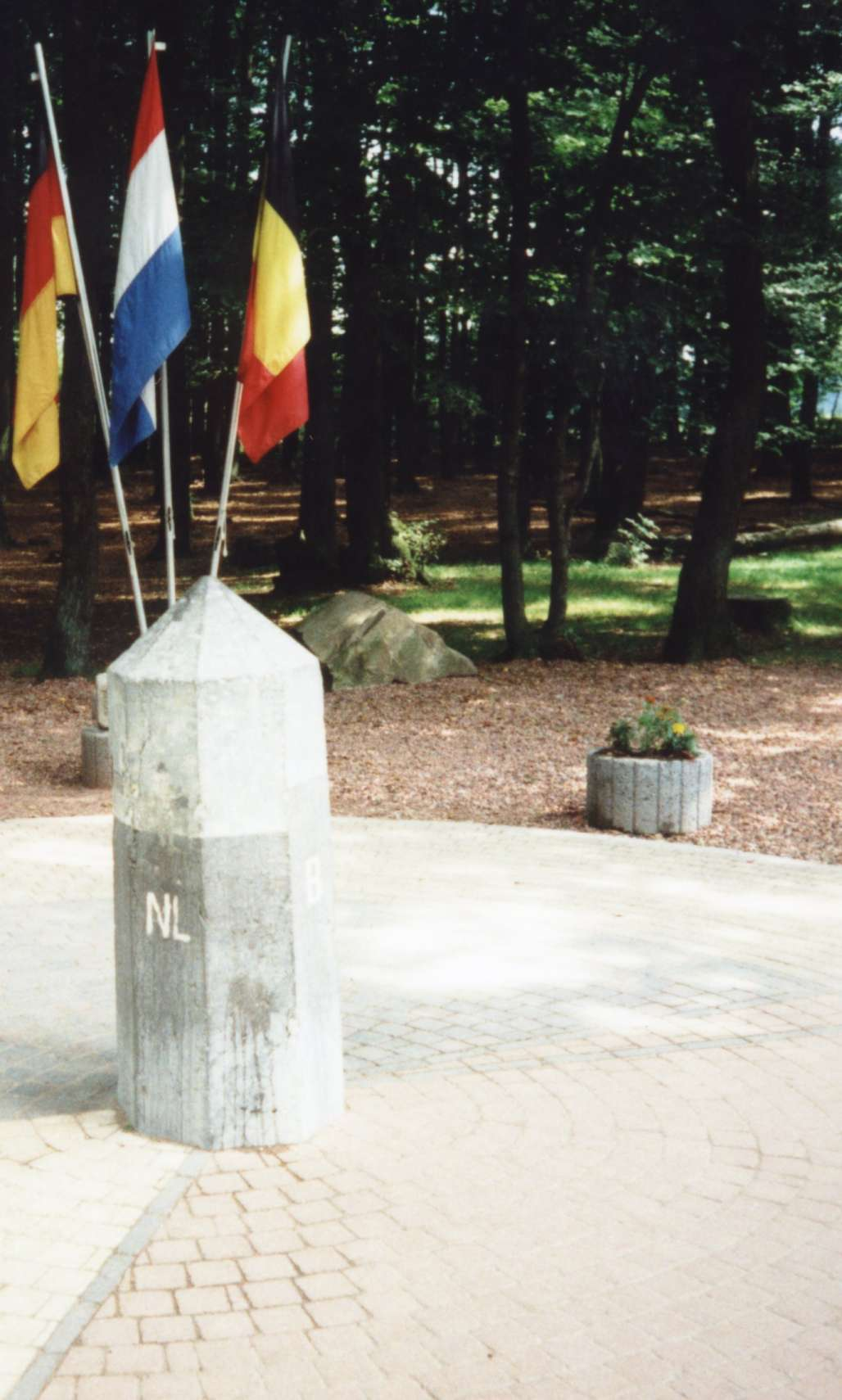
نقطة إلتقاء الثلاث دول

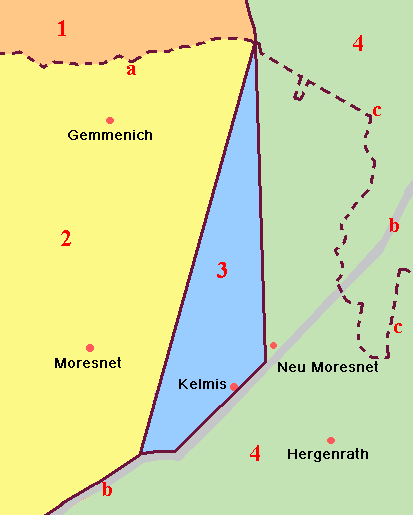
عناوين تفسيرية:
(1) الجزء الهولندي ليمبورخ
(2) الجزء البلجيكي (الهولندي سابقاً) مقاطعة لياج
(3) موريس نت المحايدة
(4) الجزء البروسي مقاطعة الراين

فالسيريسرخ هو أيضاً موقع نقطة الثلاث دول بين هولندا وبلجيكا وألمانيا، ويشار لقمتها (بالهولندية: Drielandenpunt) أو نقطة الثلاث دول، وبالألمانية Dreiländereck، وبالفرنسية Trois Frontières.
وبين عامي 1830م و1919م كانت هذه القمة نقطة رباعية بإضافة موريس نت الحيادية.
والحدود البلجيكية الألمانية الحالية ليست هي نفس الحدود الشرقية السابقة لموريس نت مع بروسيا، وتقع أكثر قليلاً إلى الشرق، لذلك هناك خمسة حدود مختلفة معاً عند هذه النقطة، لكن عامةً لم تكن أكثر من أربع نقاط في وقت واحد - باستثناء ربما للفترة 1917-1920م عندما كان وضع الحدود غير واضح ومتنازع عليه.
وتقاطع الحدود هذا جعل من فالسيربيرخ منطقة جذب سياحي معروفة في هولندا مع برج على الجانب البلجيكي، وهو يقدم رؤية بانورامية للمناظر الطبيعية المحيطة بها، وهذه المنطقة المرتبة الحضرية تتناقض بشكل ملحوظ مع منطقة وقوف السيارات التي تشكل قطاع بلجيكا والمحمية الطبيعية المشجرة على الجانب الألماني.

## طريق الأربع حدود
وتسمى الطريق المؤدية إلى هذه النقطة من الجانب الهولندي "Viergrenzenweg" («طريق الأربعة حدود»)، ربما بسبب موريس نت المحايدة السابق، في حين أن الطريق في بلجيكا "Route des Trois Bornes" وألمانيا "Dreiländerweg" لا تشير إلا إلى ثلاثة حدود.

## سباق الدراجات
يستخدم تل فالسيربيرخ في سباق أمستل الذهبي للدراجات. ويتم تسلق نصفه أثناء السباق. ويسمى هذا التسلق في كتاب طرق السباق الذهبي باسم نقطة الثلاث دول، ويتبعه تسلق منطقة جمينيش.

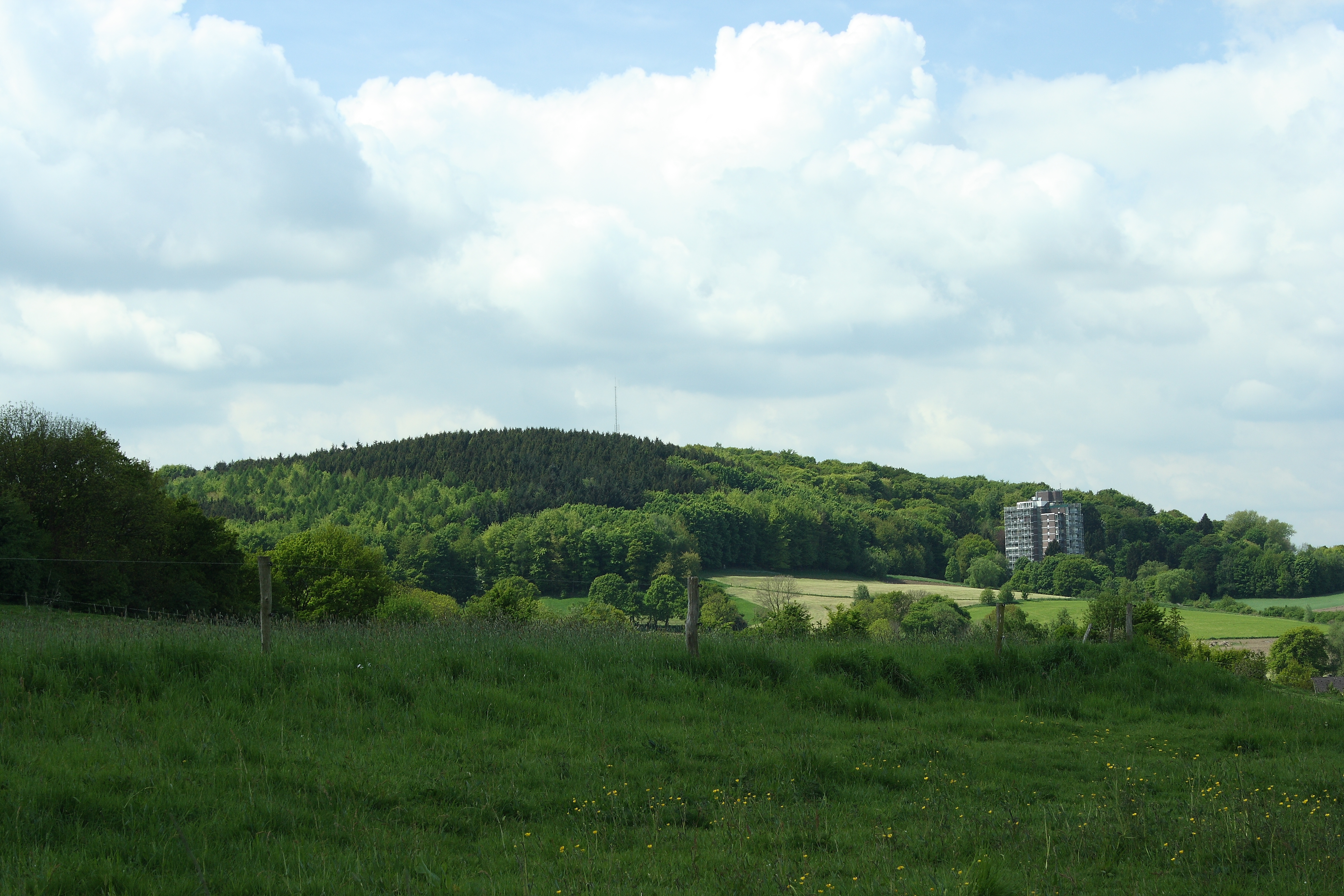
منظر لتل فاسيربيرخ من مدينة آخن

## معرض صور

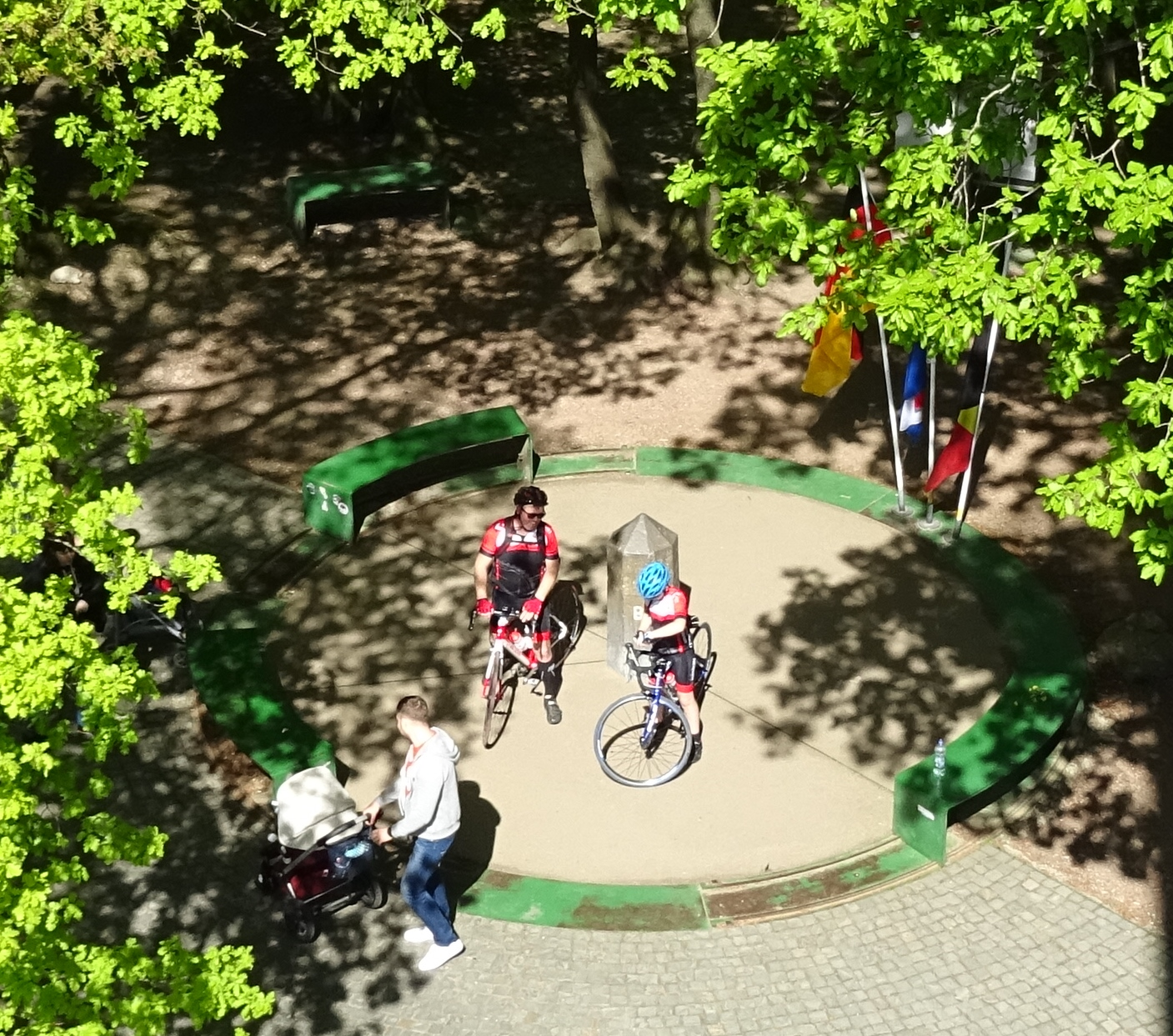
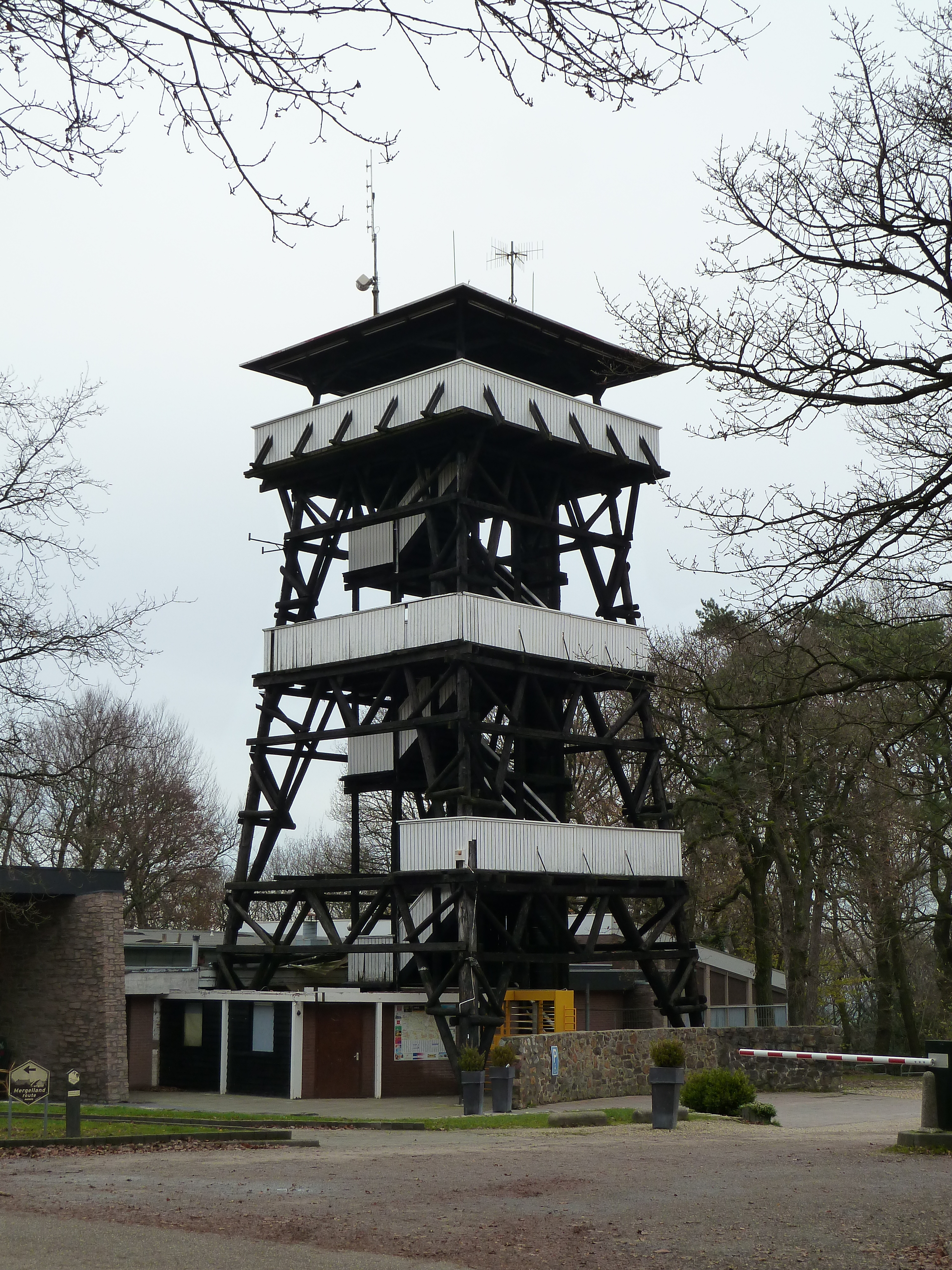
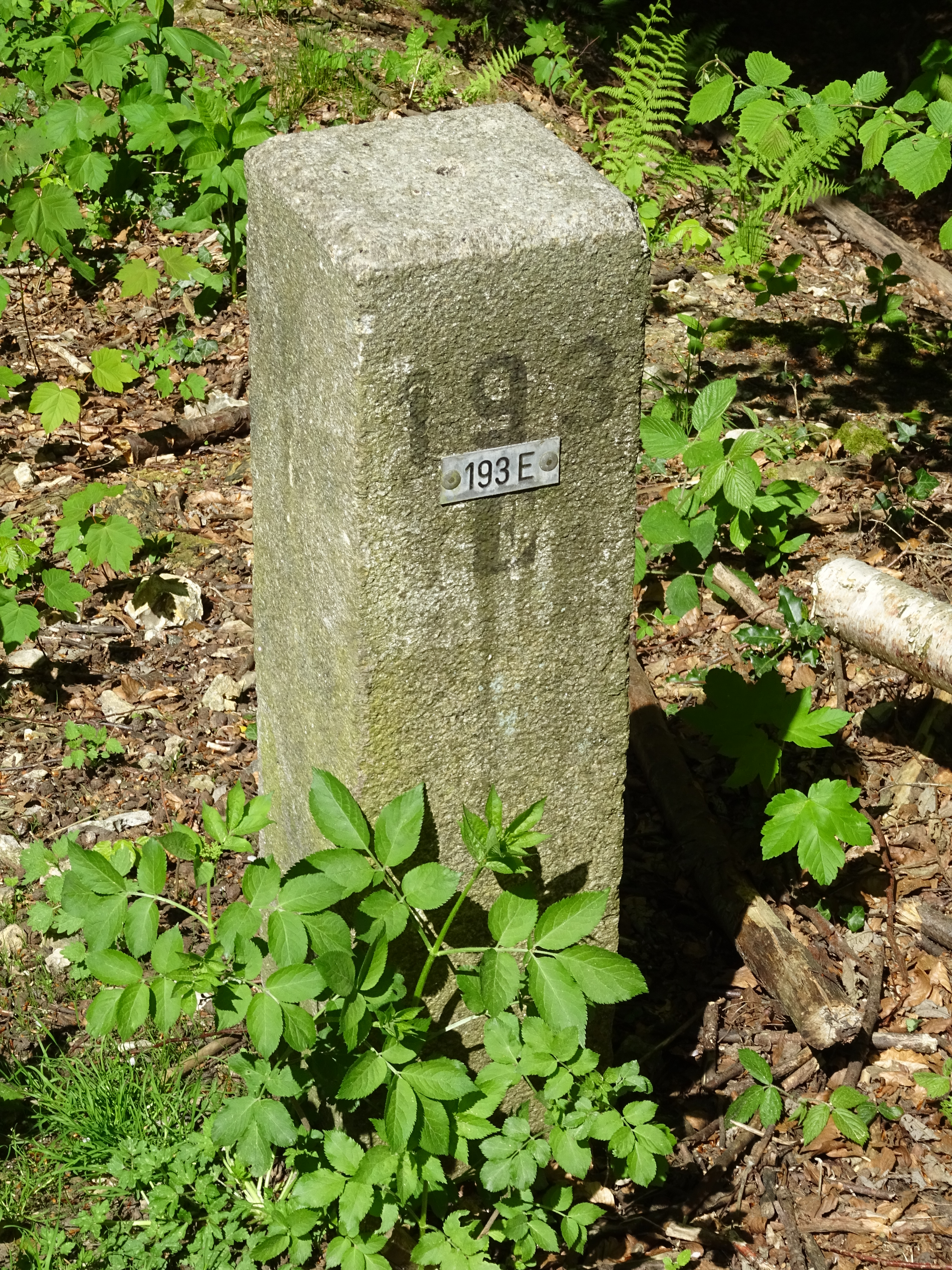
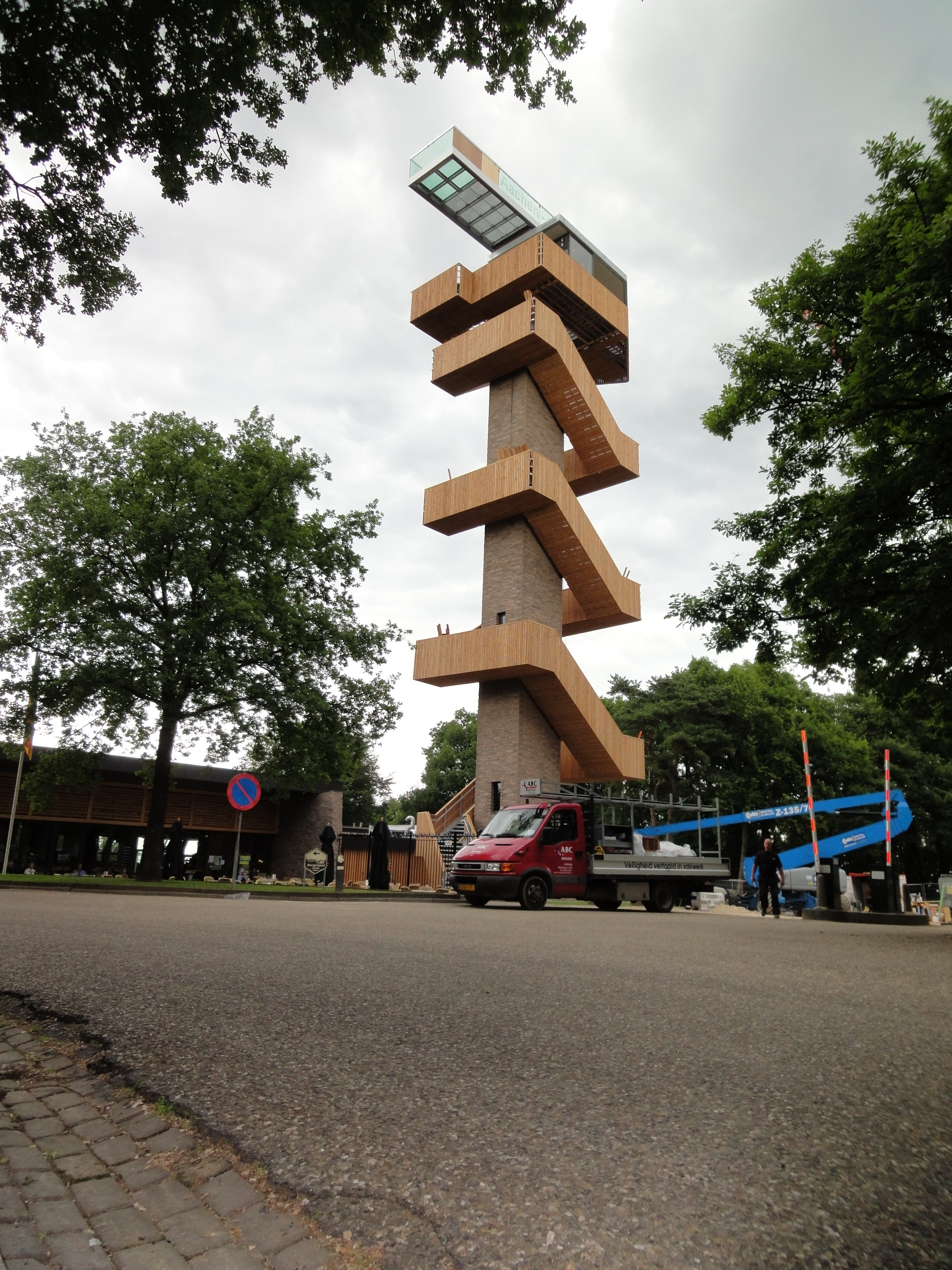
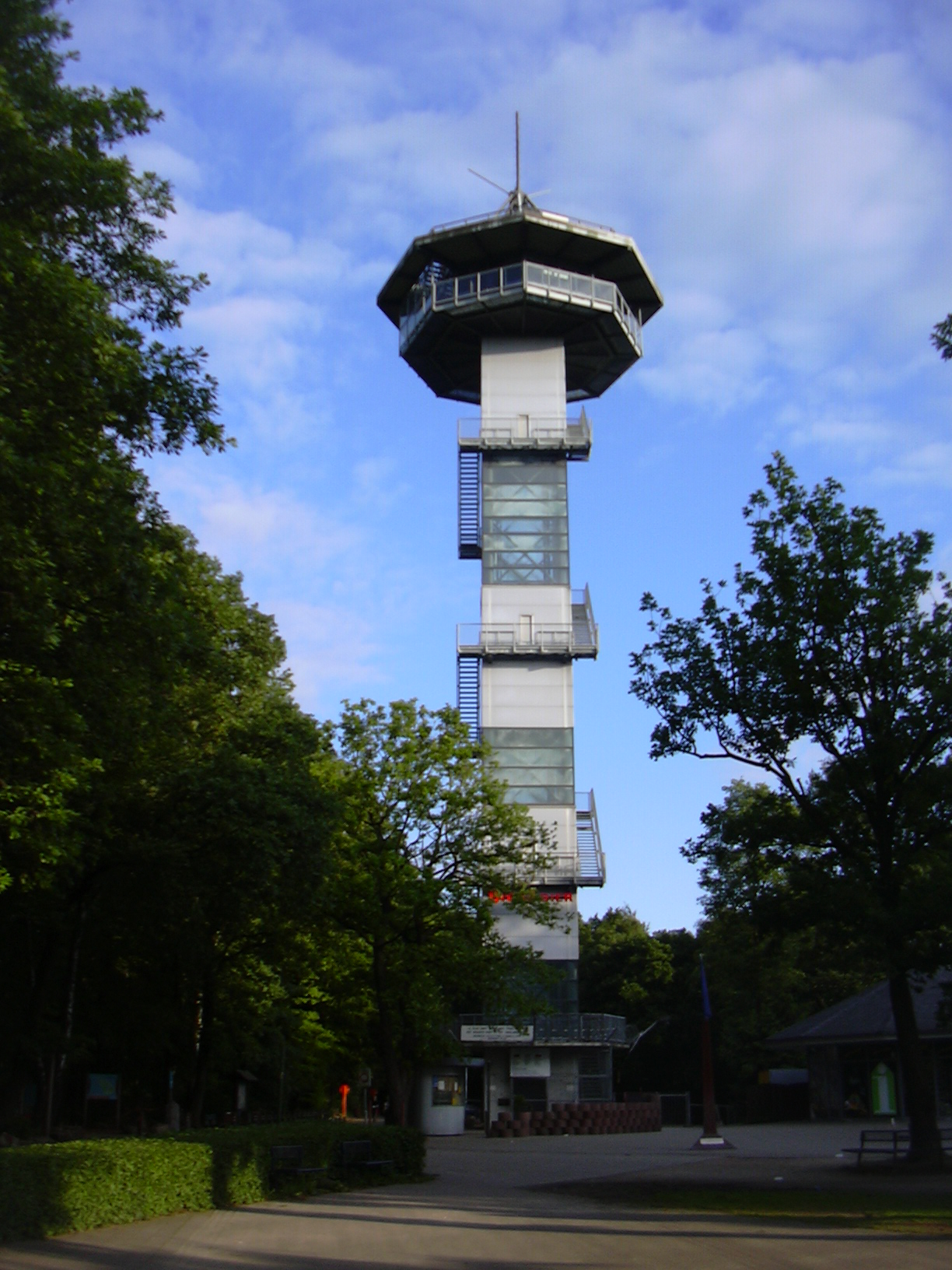
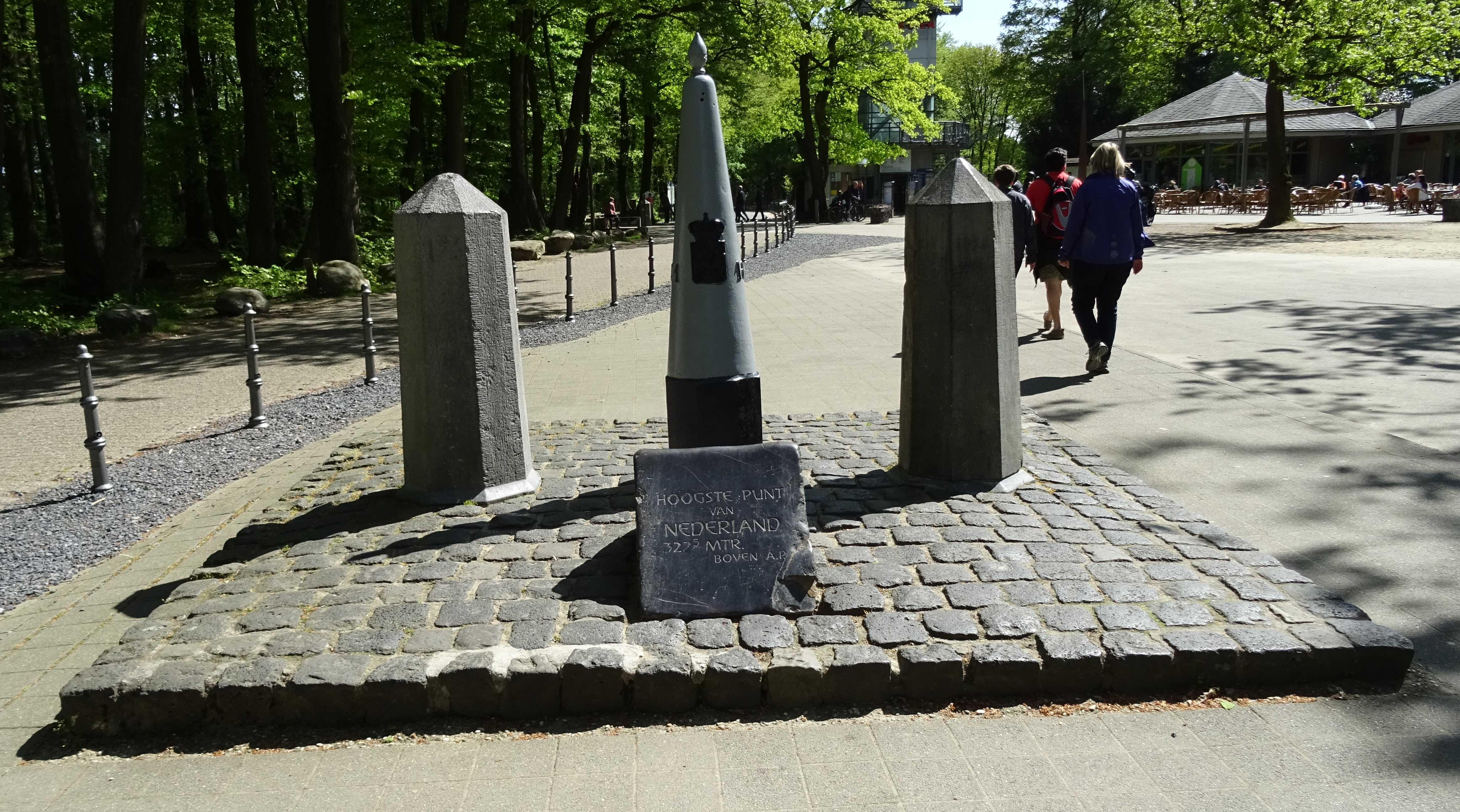